# Hercostomus apollo
Hercostomus apollo är en tvåvingeart som först beskrevs av Friedrich Hermann Loew 1869.  Hercostomus apollo ingår i släktet Hercostomus och familjen styltflugor. Inga underarter finns listade i Catalogue of Life.